# 筆塔 (鹽亭縣)
筆塔位於四川省綿陽市鹽亭縣，文物遺址年代判定為清代。2007年6月1日公佈為四川省第七批文物保護單位。